# Кронин, Ли (режиссёр)
Ли Кронин (англ. Lee Cronin) —  ирландский сценарист и режиссёр. 

## Карьера
Он наиболее известен как сценарист и режиссёр короткометражного фильма «Поезд-призрак» 2014 года, удостоенного награды Méliès d'Argent МКФ в Брюсселе, и фильма ужасов 2019 года «Дыра в земле» (в российском прокате «Другой»).   Кронин также назначен создателем следующего фильма   из серии «Зловещие мертвецы» под рабочим названием «Восстание зловещих мертвецов».

## О профессии
Моя работа заключается в том, чтобы зрителю было максимально дискомфортно сидеть на своём месте

## Фильмография

### Полнометражные  фильмы
| Год  | Название                     | Режиссёр | Сценарист | Продюсер |
| ---- | ---------------------------- | -------- | --------- | -------- |
| 2019 | Другой                       | Да       | Да        | Нет      |
| 2023 | Восстание зловещих мертвецов | Да       | Да        | Нет      |
| 2026 | Мумия                        | Да       | Да        | Да       |

### Короткометражные фильмы
| Год  | Название      | Режиссёр | Сценарист | Продюсер |
| ---- | ------------- | -------- | --------- | -------- |
| 2004 | Уилбур и Анто | Да       | Да        | Да       |
| 2010 | Всю ночь      | Да       | Да        | Нет      |
| 2011 | Билли и Чак   | Да       | Да        | Нет      |
| 2013 | Поезд-призрак | Да       | Да        | Нет      |

### Телесериалы
| Год  | Название         | Режиссёр | Сценарист | Примечания |
| ---- | ---------------- | -------- | --------- | ---------- |
| 2011 | Мастер-план      | Да       | Да        | 2 эпизода  |
| 2020 | 50 штатов страха | Да       | Нет       | 2 эпизода  |

## Награды
2014
- Европейская федерация фестивалей фантастических фильмов — «Поезд-призрак» (Серебряный Мельес)
- Фестиваль фильмов ужасов и фэнтэзи в Сан‑Себастьяне — «Поезд-призрак» (Приз жюри за лучший короткометражный фильм)

2019
- Международный фестиваль фэнтези-фильмов в Бильбао — «Другой» (Приз жюри)